# 欧内斯特·希尔加德
欧内斯特·希尔加德（Ernest Ropiequet Hilgard，1904年7月25日—2001年10月22日）是一位美国心理学家，以对催眠的研究而著称。
1904年7月25日，欧内斯特·希尔加德出生于美国伊利诺斯州贝尔维尔（Belleville），父亲是内科医师，14岁时父亲在法国从事医务工作意外死亡。1924年在伊利诺州大学化学工程专业毕业后，因参与参与青年会的咨询辅导工作，又于1926年进耶鲁大学专修心理学，1930年在雷蒙德·道奇教授指导下完成关于人的眼睑的条件反应的实验论文，获实验心理学博士学位，此后担任耶鲁大学讲师。1931年与约瑟芬结婚。1933年起任教于加州斯坦福大学。2001年10月22日，欧内斯特·希尔加德因心肺骤停逝于美国美国加利福尼亚州帕洛·阿尔托市（Palo Alto）。
希尔加德认为要将理论心理学应用于学校教学，需要必先建立两者间的桥梁。。 
欧内斯特·希尔加德对于催眠进行了心理动力学的研究，1965年，希尔加德编成类似心理测验的《斯坦福催眠感受性量表》（SHSS），用以鉴定被试催眠感受性的高低，发现催眠术只对部分人群有效。他还用意识分离理论来解释催眠现象，认为催眠后被试一方面失去自主意识，但是隐秘观察者（hidden observer）仍然发挥意识作用。 
1949年，欧内斯特·希尔加德当选为美国心理学会主席。

## 著作
- 条件作用与学习：1940
- 《学习理论》：1948
- 《心理学导论》：1953
- 催眠的敏感性：1965